# سرپرایز (نبراسکا)
سرپرایز(به انگلیسی: Surprise) شهری در ایالت نبراسکا کشور ایالات متحده آمریکا است که جمعیت آن در سرشماری سال ۲۰۱۰ میلادی، ۴۳ نفر بوده‌است.